# 雲野右子
雲野右子（うんの ゆうこ、1965年2月9日 - ）は、かつてセント・フォースに所属していたテレビキャスター。宮城県仙台市出身。宮城県第二女子高等学校及び学習院大学フランス文学科を卒業。

## 略歴
大学卒業後は日商岩井に入社。1990年、『NNNきょうの出来事』のスポーツキャスターに選ばれてデビュー。1990年4月から1994年3月までにかけて日本テレビ『NNNきょうの出来事』でスポーツニュースコーナーを担当した。その後は、報道・情報番組のキャスターやリポーターとして活躍した。
『マーケットウィナーズ』が終了した2010年春以降は、キャスターとして主だった活動をしておらず、2012年3月31日をもってセント・フォースとの契約を解消した。

## 出演番組
報道・情報番組
| 期間         | 期間          | 番組名                                       | 役職                                 |
| ------------ | ------------- | -------------------------------------------- | ------------------------------------ |
| 1990年4月2日 | 1994年3月31日 | NNNきょうの出来事（日本テレビ）              | 月～木曜日スポーツ情報担当キャスター |
| 1996年4月1日 | 2000年9月29日 | 読売新聞は～い朝刊（日本テレビ）             | キャスター                           |
| 1994年4月    | 1995年3月     | BSニュース50（NHK BS1）                      | キャスター                           |
| 1995年4月    | 2010年3月     | 生活ほっとモーニング（NHK総合テレビ）        | リポーター                           |
| 2004年4月    | 2010年3月     | マーケットウィナーズ（BSジャパン・日経CNBC） | 司会                                 |

その他
- スポーツジョッキー 中畑クンと徳光クン（日本テレビ）[1]